# Юкі Ісікава
Ю́кі Ісіка́ва (яп. 石川 祐希; нар. 11 грудня 1995) — японський волейболіст, догравальник, гравець збірної Японії та італійського клубу «Алліянц» (Мілан). 

## Життєпис
Грав у клубах «Parmareggio Modena» (Модена, 2014—2015), «Chuo University» (2015—2016), «Taiwan Excellence Latina» (2016—2017), «Emma Villas Siena» (2018—2019), «Kioene Padova» (2019—2020). Із сезону 2020—2021 є гравцем італійського клубу «Алліянц» (Мілан). 

### Досягнення, відзнаки

#### Зі збірною
- чемпіон Азії

#### Клубні
- володар Кубка Італії 2015
- володар Кубка виклику ЄКВ 2021
- срібний призер першости Італії 2015

#### Індивідуальні
- найкращий догравальник Серії А 2018—2019[2]
- найкращий догравальник Кубка світу 2019[3]